# 大熊氏
大熊氏（おおくまし）は日本の武家である。
元々山内上杉氏の家臣で、大熊朝徳の代に越後に下向して、越後守護上杉氏に仕えるようになった。
- 大熊朝徳
- 大熊朝忠
- 大熊政秀
- 大熊朝秀

越後上杉氏に（上杉謙信）仕えその後武田氏（武田信玄・勝頼）に仕えた大熊朝秀が著名である。朝秀は天正10年（1582年）3月に武田勝頼家が滅亡する時まで運命を共にし、討ち死にした。子孫は真田氏に仕えた。